# Pečovská Nová Ves
Pečovská Nová Ves (allemand : Frauendorf im Scharosch ) est un village de Slovaquie situé dans la région de Prešov.

## Histoire
Première mention écrite du village en 1319.

## Démographie

### Évolution de la population
| Année:               | 1994. | 2004.   | 2014.    | 2024.   |
| -------------------- | ----- | ------- | -------- | ------- |
| Nombre de personnes: | 2122  | 2264    | 2677     | 2903    |
| Différence:          |       | +6,69 % | +18,24 % | +8,44 % |

| Année:               | 2023. | 2024.   |
| -------------------- | ----- | ------- |
| Nombre de personnes: | 2875  | 2903    |
| Différence:          |       | +0,97 % |